# Filippo Meneghetti
Filippo Meneghetti (Monselice, 1980) è un regista e sceneggiatore italiano.

## Biografia
Subito dopo il liceo si trasferisce a New York dove entra in contatto con gli studenti della Tisch School of the Arts con cui inizia a occuparsi di cortometraggi nel circuito cinematografico indipendente e di opere teatrali. Tornato in Italia, si diploma in regia a Cinecittà e successivamente consegue una laurea in Antropologia all'Università La Sapienza di Roma.
Nel 2008 dirige per il sindacato CGIL Maistrac, documentario sul mondo del lavoro edile (premio Panorama Veneto all’Euganea Film Festival 2009), e nel 2009 è coautore della sceneggiatura del film Imago mortis di Stefano Bessoni.
I suoi primi cortometraggi sono Undici, (2011, co-diretto con Piero Tomaselli) e L'intruso (2012), selezionato in diversi festival italiani e internazionali.
Si trasferisce a Parigi, dove gira il cortometraggio La bête (2017), selezionato in competizione al South by Southwest.
Il suo primo lungometraggio è Due (2019), storia della relazione amorosa di due donne mature. Il film ha vinto il César come miglior opera prima; è stato candidato ai Golden Globe come miglior film straniero ed è stato selezionato dalla Francia come candidato ufficiale agli Oscar 2021 per il miglior film straniero.

## Filmografia

### Documentari
- Maistrac - Lavorare in Cantiere (regia, soggetto, sceneggiatura, produzione) (2008)

### Cortometraggi
- Undici (coregia di Piero Tomaselli) (2011)
- L'intruso (regia, soggetto e sceneggiatura) (2012)
- La bête (regia, soggetto e sceneggiatura) (2017)

### Lungometraggi
- Due (2019)

## Premi e riconoscimenti
Premio César - 2021
Migliore opera prima per Due (Deux)
Candidatura a migliore sceneggiatura originale per Due (Deux)
Premio Lumière - 2021
Migliore opera prima per Due (Deux)
Candidatura a miglior film per Due (Deux)
Candidatura a miglior regista per Due (Deux)
Candidatura a migliore sceneggiatura per Due (Deux)